# Улчи
Улчи (рус. ульчи, енгл. Ulch) су тунгуско-манџурски народ, чији језик припада јужој (манџурској) грани тунгуско-манџурских језика. Староседеоци су руског далеког истока (источни Сибир) и то Улчијског рејона Хабаровског краја.

## Територија
Традиционална територија Улча се налази око доњег тока реке Амур у Улчијском рејону Хабаровског краја Руске Федерације. Више од 90% Улча живи у Улчијском рејону, у коме чине мањински део становништва.

## Популација
Према резултатима пописа становништва Руске Федерације, Улча је 2010. било 2.765.

## Језик
Улчијски језик припада јужој (манџурској) грани тунгуско-манџурских језика и најближи је нанајском језику. Улчијски језик је толико сличан нанајском да је дуго сматран његовим дијалектом. Почетком 21. века већина Улча говори руским као матерњим језиком, а проценат говорника улчијског је у непрестаном опадању. 

## Вера
Улчи су одржали традиционална анимистичка веровања и шаманизам, велики део је православне вероисповести.